# William Hedley

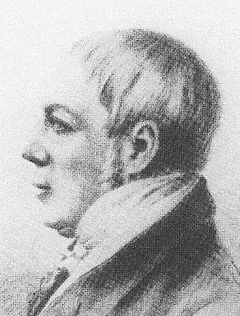
William Hedley

William Hedley (* 13. Juli 1779 in  Newburn; † 9. Januar 1843 bei Durham) war ein englischer Grubendirektor.

## Leben
Bereits im Jahre 1800, also mit 21 Jahren wurde Hedley Grubendirektor an der Walbottle-Zeche, wechselte jedoch bald zur Wylam-Zeche. Dort versuchte man schon im Jahre 1804, den Pferdebetrieb auf dem etwa acht Kilometer langen Schiebeweg durch den Einsatz von kohlegefeuerten Dampflokomotiven zu ersetzen. Der dafür angestellte Richard Trevithick baute zwar eine funktionierende Lokomotive, deren Last die damals üblichen gusseisernen Schienen jedoch nicht standhielten.
Hedley wurde 1813 bekannt durch die eigene Entwicklung einer der ersten Dampflokomotiven, der Puffing Billy, die er zusammen mit Timothy Hackworth, dem späteren Ingenieur der Stockton and Darlington Railway baute. Die Maschine bewies, dass man nur durch Rad-Schiene-Reibung einen Zug fortbewegen konnte, jedoch waren die damaligen Schienen der Achslast der Maschine nicht gewachsen und deswegen wurden zwei weitere Achsen hinzugefügt. Damit blieb die Maschine bis etwa 1860 im Betrieb. Die Maschine ist erhalten und steht im Londoner Science Museum.
Im Jahre 1828 machte sich Hedley selbständig und mietete die South-Moor-Zeche an. Für diese Zeche entwickelte er eine gut funktionierende Dampfpumpe, die sich bald gut verkaufen ließ und in vielen Zechen Nordenglands eingesetzt wurde.